# Sniper ATP

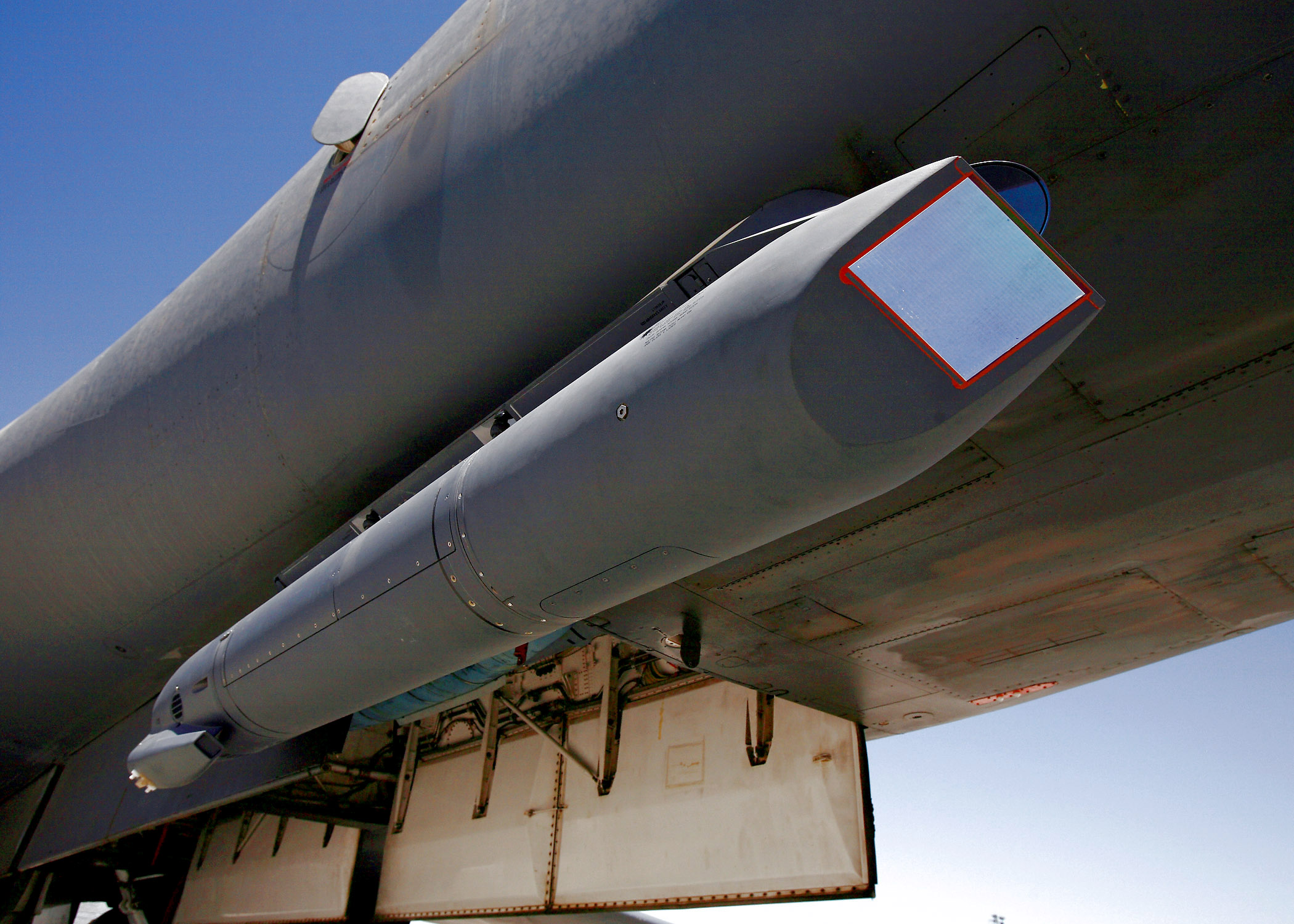
Ein Sniper-Pod unter dem Rumpf einer B-1B Lancer

Das Sniper ATP (Advanced Targeting Pod, JETDS-Bezeichnung: AN/AAQ-33) ist ein externer Behälter (engl. pod) zur Navigation, Zielerfassung und Zielbeleuchtung für moderne Kampfflugzeuge. Es wird von dem US-Konzern Lockheed Martin seit 2001 hergestellt und findet vor allem in der United States Air Force Verwendung.

## Beschreibung

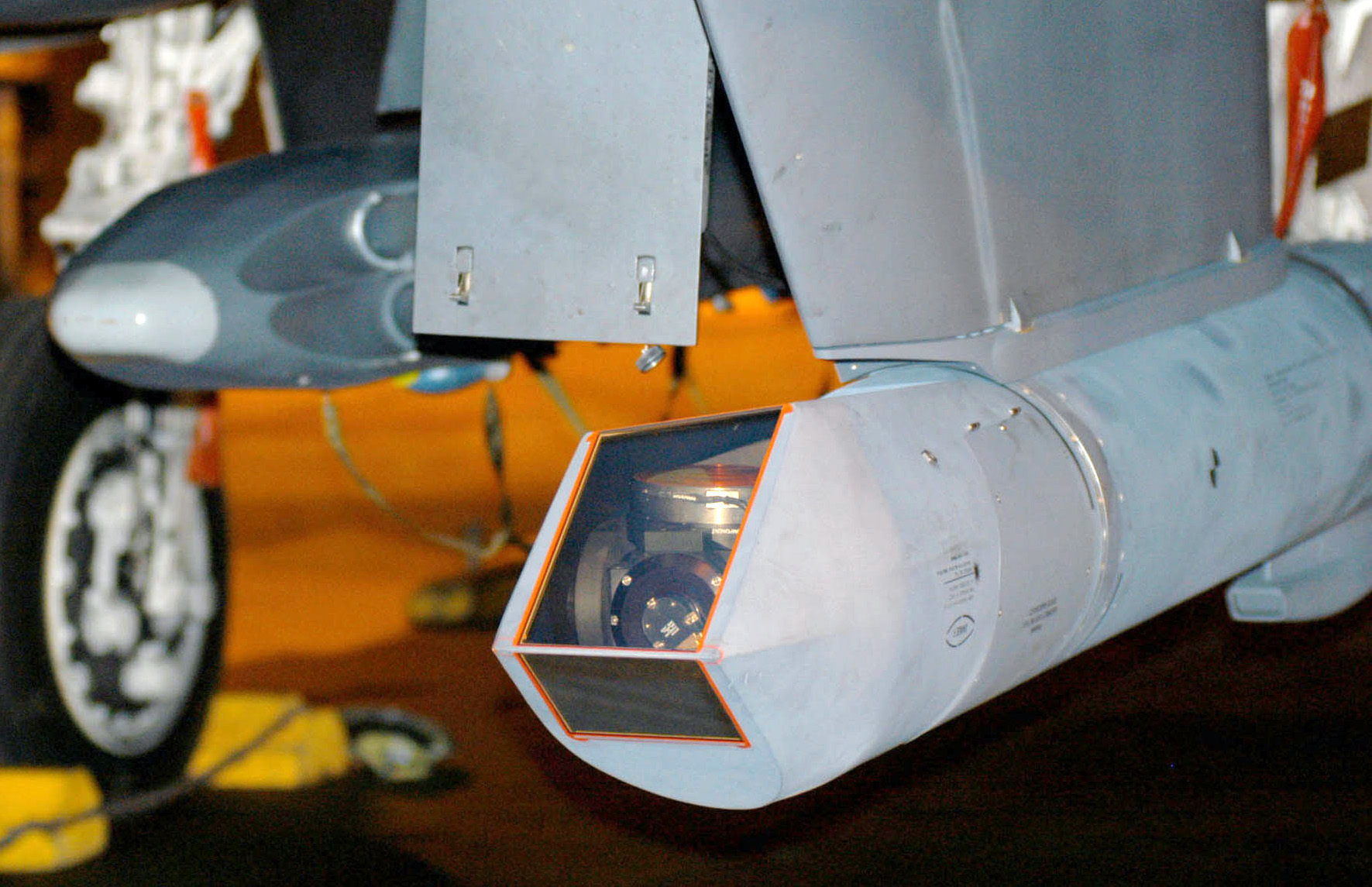
Frontansicht eines Sniper-Pods

Das Sniper-System, welches auch als Sniper XR bekannt ist, wurde primär für den effektiven Einsatz präzisionsgelenkter Munition (insbesondere solcher mit Laser-Lenkung) entwickelt. Es kann Boden- und Luftziele anhand ihrer Infrarot-Emissionen auf große Distanzen orten, identifizieren und verfolgen. Anschließend werden die gewonnenen Zieldaten an ein angeschlossenes Waffensystem übergeben, um die Bekämpfung einzuleiten.
Ein Sniper-Pod hat mehrere Komponenten. Wichtigster Teil ist ein hochauflösender FLIR-Sensor, der im mittleren Infrarotspektrum arbeitet. Mit diesem Sensor können feindliche Ziele auch in der Nacht oder unter widrigen Bedingungen erfasst werden. Die Reichweite liegt um das Drei- bis Fünffache über der eines LANTIRN-Pods der ersten Generation. Für den Einsatz bei Tageslicht kann auch eine CCD-TV-Kamera eingesetzt werden. Beide Sensoren sind voll stabilisiert und verfügen über Software-Algorithmen zur digitalen Aufbereitung der Bilder. Ein Datenlink zur Übertragung der gewonnenen Bilder an verbündete Kräfte sowie ein Datenspeicher können jederzeit nachgerüstet werden. Zur Verfolgung und Markierung von Zielen dienen zwei separate Lasersysteme. Beide verfügen über einen sogenannten (engl.) Eye-safe-Modus, um Augenschäden in dicht besiedelten Gebieten oder beim Training zu verhindern. Die Behälterzelle verursacht weniger Luftwiderstand als die Vorgängermodelle und besitzt begrenzte Tarnkappeneigenschaften.
Die Export-Version des Sniper XR, der Pantera, wird oder wurde von folgenden Nationen eingesetzt: Ägypten, Bahrain, Belgien, Großbritannien, Irak, Japan, Jordanien, Kanada, Kuwait, Marokko, Niederlande, Norwegen, Oman, Pakistan, Polen, Rumänien, Saudi-Arabien, Singapur, Südkorea, Taiwan, Thailand, Türkei und Vereinigte Arabische Emirate. Die US Air Force plant aktuell die Beschaffung von 552 Systemen bei einer Fertigungsrate von 24 Stück pro Jahr. Im Dezember 2008 befanden sich etwa 170 Geräte im Inventar, wobei der Stückpreis bei 1,6 Millionen US-Dollar lag. Die Air Force will das Pod in folgende Maschinen integrieren: F-16C/D (außer Block 25), F-15C/E, B-1B, B-52H und A-10C. Sniper-Pods wurden bereits vor Jahren im Rahmen der Operation Iraqi Freedom eingesetzt.

## Plattformen

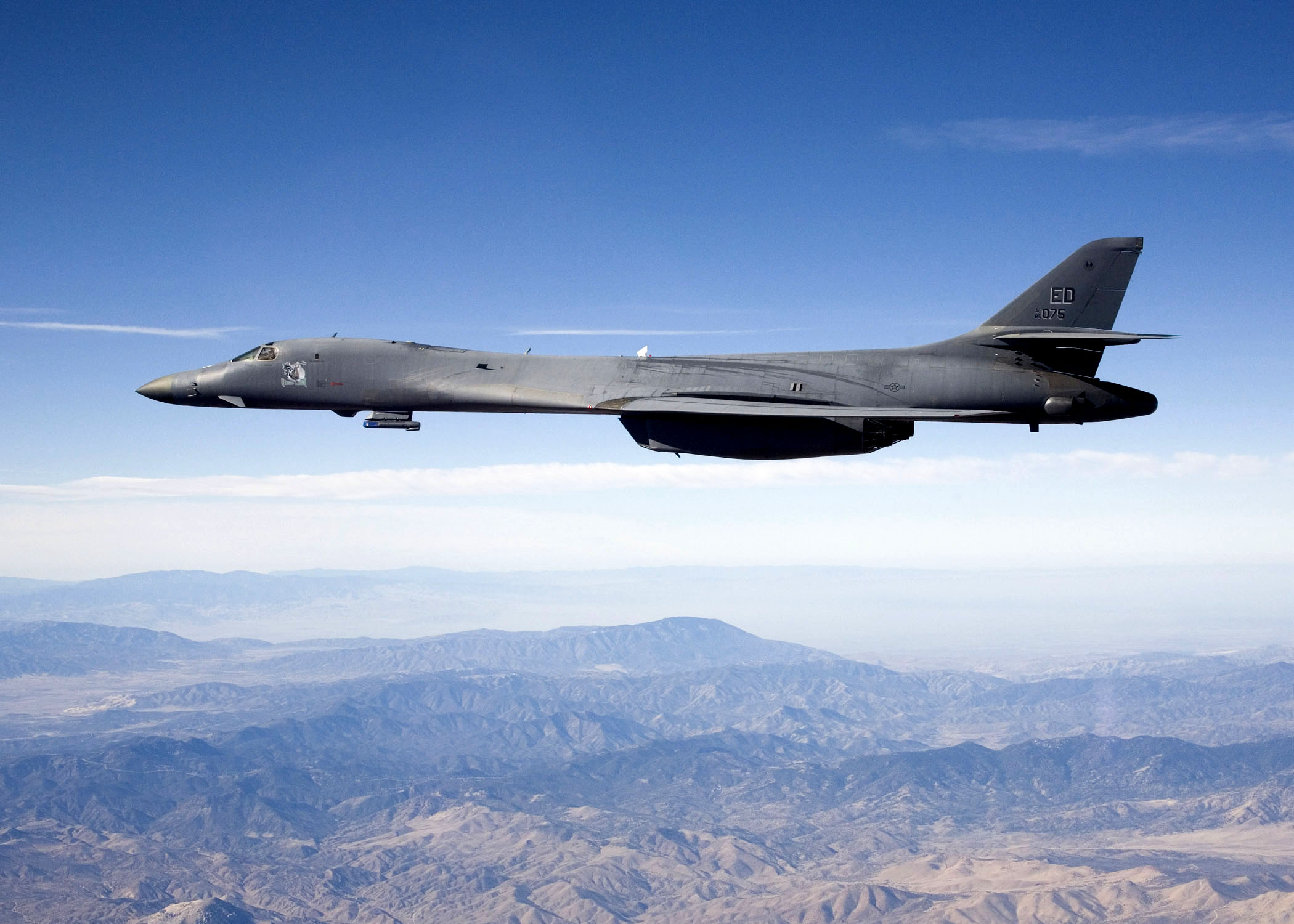
Eine B-1B mit einem Sniper-Pod (unter dem vorderen Teil des Rumpfes; hinter dem Cockpit)

- A-10C Thunderbolt II
- F-15C/E/K/S/SG
- F-16AM/BM/C/D/E/F Fighting Falcon
- F/A-18A/B/C/D Hornet
- B-1B Lancer
- B-52H Stratofortress
- Harrier GR.9
- Tornado GR.4
- Mitsubishi F-2

## Technische Daten
- Gewicht: 181 kg
- Länge: 2390 mm
- Durchmesser: 300 mm
- Komponenten:
  - hochauflösender FLIR-Sensor
  - TV-Kamera auf CCD-Basis
  - Zielverfolgungslaser
  - Zielmarkierungslaser
- Rollachse (Sensor): vollbeweglich
- Scanbereich (vertikal): +35° bis −155°
- Blickfeld: 4° oder 1° (umschaltbar)
- MTBF: ≥ 600 Stunden